# André Tecedeiro
André Duarte de Andrade Tecedeiro (fon. ɐ̃.ˈdɾɛ tɨ.sɨ.ˈdɐj.ɾu) (Santarém (Portugal), 1979) é um poeta, dramaturgo, artista plástico e ativista LGBT  português.

## Biografia
Nasceu em Santarém em 1979 e viveu em Portalegre até 1997.
Estudou Escultura e licenciou-se em Pintura em 2005 pela Faculdade de Belas-Artes da Universidade de Lisboa. Em 2007, concluiu o mestrado em Artes Visuais Intermédia pela Universidade de Évora. 
Em 2016, licenciou-se pela segunda vez, em Psicologia na Faculdade de Psicologia da Universidade de Lisboa e três anos depois concluiu o mestrado na mesma área, especializando-se em Psicologia dos Recursos Humanos, do Trabalho e das Organizações.
André Tecedeiro é uma pessoa trans e fez a sua afirmação de género aos 38 anos, tornando-se uma voz pela visibilidade e diversidade de género em Portugal . 
Além de escritor, é consultor de sensibilidade e comunicação inclusiva.
Em 2023 fez parte da comissão de apreciação para a representação portuguesa na Bienal de Veneza de 2024, subordinada ao tema Foreigners Everywhere/ Estrangeiros em Todos os Lugares.
Vive em Lisboa, é casado e tem um filho .

## Poesia
André Tecedeiro começou por publicar poesia em editoras independentes, como a Tea for One, do poeta Miguel Martins, Douda Correria, do poeta Nuno Moura e Do Lado Esquerdo, da poeta Maria Sousa e Nuno Abrantes. 
Em 2020 editou A Axila de Egon Schiele pela Porto Editora, integrando a coleção Elogio da Sombra, coordenada por Valter Hugo Mãe. Este volume compila os poemas dos quatro livros anteriores, poemas publicados em revistas e um novo livro. No final, pode ler-se uma conversa entre André Tecedeiro e a sua esposa sobre "andar a pé, limites e fronteiras, recolher objectos do chão, conhecer a paisagem e o corpo de uma cidade, abraçar o tédio e a solidão – mas também a adaptabilidade e a mudança".
Sobre a poesia de André Tecedeiro, Valter Hugo Mãe escreveu que "não lhe falta contundência, clareza ou sobriedade, mas não se entrega exactamente a um aparato trágico de efeitos alardes ou exagerados. É um pensador junto à ciência possível. Interessa-lhe conhecer e mudar. Interessa-lhe a arte e a sabedoria, como se estivesse ao pé de educar a própria natureza. Ao pé de educar o corpo. Considero-o um dos mais importantes poetas portugueses surgidos neste século" .
Os poemas de André Tecedeiro descrevem muitas vezes pequenos movimentos. "Rituais domésticos, a escrita, o corpo, o amor: em Tecedeiro há lugar para tudo, em poemas breves, rasantes, em que cada palavra é colocada sobre a página com precisão cirúrgica, como uma colagem composta de pedaços colados com “uma pinça de aço frio”, como escreve Ana Bessa Carvalho, citando o próprio autor. 
Tecedeiro não tolera palavras a mais. A sua poesia é quase um "instantâneo fotográfico, uma impressão, conseguindo executar com destreza a difícil tarefa de se ser cortante e escrever com precisão ao mesmo tempo que se convoca imagens tão afetuosas como sujas, tal como as casas ou “tudo o que o amor possa ter de sujo” ao qual “brindaremos em copos de cristal”".

### Livros

#### Portugal
- A Axila de Egon Schiele [poesia reunida 2014-2020] (Porto Editora, 2020) - Livro recomendado pelo Plano Nacional de Leitura [10]
- A Arte da Fuga (Do Lado Esquerdo, 2019)
- O Número de Strahler (Do Lado Esquerdo, 2018)
- Deitar a Trazer (Douda Correria, 2016)
- Rebento-Ladrão (Tea for One, 2014)

#### Brasil
- A Axila de Egon Schiele (Edições Macondo[11], 2021)

#### Espanha
- El Arte de La Fuga, ed. bilingue, trad. Susana Abrantes Pereira, Inmaculada Carmona Pérez y Antonio M. Castaño Fernández. (Episkaia, maio de 2023) [12]

#### Colômbia
- El Cuerpo del Fugitivo, trad. Pedro Rapoula (Ediciones Vestigio, abril de 2022)

## Outras publicações

### 2023
- Sem título, in Revista Limoeiro Real (vol. IV), Portugal [13]

### 2022
- Sem título, in Avenida Marginal, Artes e Letras Editora, São Miguel, Açores, Portugal [14]

### 2019
- "Perruque", in Momento à Parte (catálogo de Vasco Araújo), MAAT/Fundação EDP, Lisboa, Portugal [15]

## Dramaturgia
2023 
- O Ensaio (Projeto PANOS, Teatro Nacional D. Maria II)

2021 
- Joyeux Anniversaire (Teatro Meia Volta e Depois à Esquerda Quando Eu Disser)
- Desfazer - monólogo para um museu (Ao Cabo Teatro - Projeto PLA-TÔ, por Carminda Soares para o Museu Nacional Soares dos Reis) [16]

## Ligações Externas
- Podcast | André Tecedeiro no podcast O Poema ensina a cair (2024)
- Teatro Dona Maria II | André Tecedeiro entrevista por Mariana Oliveira, no podcast Teatra (2023)